# Andrew Stunell
Robert Andrew Stunell, baron Stunell, né à Sutton (comté de Surrey) le 24 novembre 1942 et mort le 29 avril 2024, est un homme politique libéral démocrate britannique.
Il est député d'Hazel Grove de 1997 à 2015. De 2010 à 2012, il est sous-secrétaire d'État parlementaire au ministère des Communautés et des Gouvernements locaux. Il est créé pair à vie dans les distinctions honorifiques de dissolution de 2015.

## Biographie

### Jeunesse et carrière
Andrew Stunell est né à Sutton (comté de Surrey) et fait ses études à Surbiton County Grammar School for Boys sur St.Marks Hill à Surbiton, puis étudie l'architecture à l'Université de Manchester et à Liverpool Polytechnic. Il devient membre du RIBA en 1969.
Andrew Stunell épouse Gillian Chorley en 1967. Ils ont trois fils et deux filles et il est un ancien prédicateur laïc baptiste et un membre actif de son église méthodiste locale.
Après avoir obtenu son diplôme, il est assistant d'architecture jusqu'en 1989, travaillant pour CWS Manchester de 1965 à 1967, Runcorn New Town de 1967 à 1981, puis pigiste de 1981 à 1995. De 1989 à 1996, il travaille comme secrétaire politique de l'Association des conseillers démocrates libéraux et est nommé Officier de l'Ordre de l'Empire britannique (OBE) dans les honneurs du Nouvel An 1995.
Andrew Stunell est élu au conseil municipal de Chester en 1979 et au conseil du comté de Cheshire en 1981. Il se présente dans la circonscription de la ville de Chester à trois reprises, comme candidat du Parti libéral en 1979 et pour l'Alliance SDP-Libérale en 1983 et 1987.

### Député, 1997-2015
Andrew Stunell est élu député d'Hazel Grove en 1997 après s'être déjà présenté en 1992 et être arrivé deuxième avec 43,1% des voix. En 1997, il obtient une majorité de 11814 voix et à 54,5% des voix, prenant le siège des conservateurs. Il conserve le siège aux élections générales de 2001 (52%), 2005 (49,5%) et 2010 (48,8%) .
En entrant au parlement en 1997, Andrew Stunell est nommé ministre de l'énergie fantôme sous Paddy Ashdown, un rôle qu'il conserve jusqu'en 2005. Dans le même temps, Stunell est whip en chef adjoint du parti, ne quittant ce poste qu'en 2001, lorsqu'il est élu au poste de whip en chef, poste auquel il est réélu en 2005. Il démissionne de son poste en mars 2006 pour occuper le poste de secrétaire d'État fantôme pour les communautés et le gouvernement local, qui prend fin en décembre 2007 lorsque Nick Clegg lui demande de devenir président de l'équipe des élections locales libérales démocrates. En janvier 2009, Stunell est nommé représentant des libéraux démocrates au sein du Comité spécial du développement international et en août 2009, il est invité à prendre le poste de vice-président de la campagne électorale générale .
En 2003, Andrew Stunell arrive en tête du scrutin des projets de loi d'initiative parlementaire et réussit à faire de son projet de loi sur les bâtiments durables et sécurisés une loi du Parlement en 2004 . Dans le cadre du projet de loi, Stunell voulait voir toutes les maisons nouvelles et existantes construites ou rénovées avec des caractéristiques de sécurité et d'économie d'énergie  .
À la suite des élections générales de 2010, aucun parti politique n'a été en mesure d'obtenir une majorité à la Chambre des communes. En conséquence, les conservateurs et les libéraux démocrates entament des négociations pour former le premier gouvernement de coalition du Royaume-Uni depuis la Seconde Guerre mondiale.
Andrew Stunell avec Danny Alexander, Chris Huhne et David Laws forment l'équipe de négociation pour les libéraux démocrates avec William Hague, Oliver Letwin, George Osborne et Edward Llewellyn pour les conservateurs .

### Gouvernement de coalition
À la suite de la formation de la coalition, Andrew Stunell est nommé sous-secrétaire d'État parlementaire au ministère des Communautés et des Gouvernements locaux sous le secrétaire d'État Eric Pickles. Il s'occupe de la cohésion communautaire, l'égalité des races, les règlements de construction et la mise en œuvre de la Big Society, en particulier en ce qui concerne le logement et la rénovation.
Andrew Stunell est fait chevalier pour le service public et politique dans les honneurs d'anniversaire de 2013 recevant la distinction du prince de Galles le 24 janvier 2014.
En 2013, il a annoncé qu'il ne se représenterait pas aux élections suivantes. Stunell est créé pair à vie, prenant le titre de baron Stunell, de Hazel Grove dans le comté du Grand Manchester le 26 octobre 2015.